# Pandanus multicarpelatus
Pandanus multicarpelatus är en enhjärtbladig växtart som beskrevs av Harold St.John. Pandanus multicarpelatus ingår i släktet Pandanus och familjen Pandanaceae. Inga underarter finns listade.